# Лърган
Лъ̀рган (на английски: Lurgan; на ирландски: An Lorgain) е град в югоизточната част на Северна Ирландия. Разположен е в район Крейгейвън на графство Арма на около 30 km западно от столицата Белфаст. На 2 km северно от Лърган се намира най-голямото езеро в Северна Ирландия Лох Ней. Има жп гара от 18 ноември 1841 г. Основан е в началото на 17 век. Населението му е около 38 000 жители към 2001 г.

## Спорт
Представителният футболен отбор на града се казва ФК Гленейвън. Дългогодишен участник е в Североирландската премиър лига.

## Известни личности
В Лърган е роден ирландският писател и художник Джордж Ръсъл.